# Abbot
För andra betydelser, se Abbot (efternamn) eller Abbott.

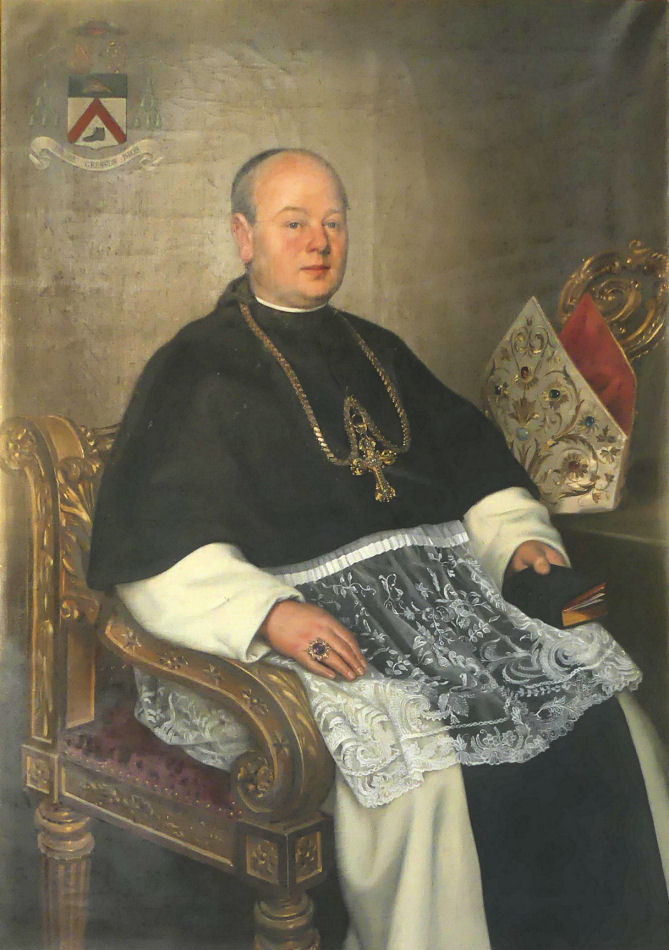
Abbot i Cisterciensorden, målning av Thomas Schoen 1903.

Abbot är titeln på föreståndaren för ett munkkloster inom vissa ordnar. På nunnekloster kallas föreståndarinnan abbedissa. Abboten väljs av klostrets munkar. Inom Franciskanorden benämns föreståndaren gardian.

## Etymologi
Abbot kommer av det arameiska ordet abba som betyder fader. Från början användes ordet endast på kristna kloster, men på svenska har abbot kommit att användas som titel på föreståndare för exempelvis buddhistiska och daoistiska tempel.

## Historia

### Tidig medeltid
Ursprungligen var abbot en hederstitel, som ursprungligen gavs åt varje äldre munk, men från 400-talet användes den uteslutande på klostrens föreståndare. Abboten hade rätt att kräva ovillkorlig lydnad av de övriga munkarna på klostret. Till en början fanns det inget krav att abbotarna skulle vara prästvigda vilket ändrades på 500-talet. I och med det sjunde ekumeniska mötet i Nicæa år 787 fick abboten rättighet att tilldela munkarna lägre prästerlig ordination, men de stod fortfarande själva i lydnadsförhållande till stiftets biskop.
Ursprungligen valdes abboten av klostrets munkar och invigdes sedan av biskopen. Inte sällan tog sig dock sekulära furstar rätten att tillsätta abbot. Flera av abbotstiften kom därmed under 700- och 800-talet att hamna i lekmäns händer som förläningar eller andra belöningar. Dessa världsliga abbotar, eller "abbotgrevar" (abbates comites eller abbates milites) bodde inte på klostret utan tog endast del av klostrens inkomster och lämnade över föreståndarskapet till dekaner och priorer. De rikaste stiften tog många furstar över själva som sina egna eller som så kallade taffelgods, underhållsgods, åt medlemmar av sina familjer. Sekularabbotar kallades de abbotar som utsetts av världsliga furstar till skillnad från de kyrkligt tillsatta regularabbotarna. Till exempel var Hugo Capet sekularabbot på Saint-Denis.
I början av 900-talet reformerades klosterväsendet och bruket med sekularabbotar avskaffades. Bruket återupptogs dock bland annat i Frankrike på 1500-talet och benämndes abbé.

### Högmedeltid
Med klostrens tilltagande rikedom växte abbotarnas makt, många underkände biskoparnas myndighet och en del gjorde själva anspråk på biskopliga rättigheter. Abbotar med biskoplig värdighet kallades infularabbotar och lydde omedelbart under påven. Deras kloster kallades omedelbara eller befriade och utgjorde med underlydande kyrkoområden särskilda abbotstift. I Tysk-romerska riket fanns till och med furstliga abbotstift så som Fulda och S:t Gallen. De styrdes av en furstabbot som både var kyrkligt utsedd klosterföreståndare och furste över ett territorium i Tysk-romerska riket.
Efter reformationen behöll vissa protestantiska stater i Tysk-romerska riket abbotstiteln åt föreståndarna för forna kloster som efter reformationen omvandlats till skolor och dylikt.